# N349 (België)
De N349 is een gewestweg in de Belgische provincie West-Vlaanderen. De weg verbindt Heist met Westkapelle, beide deelgemeenten van Knokke-Heist. De weg heeft een totale lengte van ongeveer 5 kilometer.